# Коростовец, Владимир Константинович
Владимир Константинович Коростовец (16 июля 1888 — 29 сентября 1953) — журналист, публицист, политический и общественный деятель. Похоронен на кладбище Кенсал-Грин в Лондоне.

## Биография
Сын Константина Владимировича Коростовцева (Коростовца; 1857–1919), участника Русско-турецкой войны 1877–1878, который вышел в отставку с производством в генерал-лейтенанты и Лидии Александровны, урожд. Случевской (1854–1919), внучки Константина Афанасьевича Случевского 1-го.
Его дядя (брат отца) — Измаил Владимирович Коростовец.
Ранние годы Коростовец провёл частично в фамильных имениях в Пересаже возле Чернигова и частично в Санкт-Петербурге, где служил его отец. Дома его воспитывали домашние учителя, в том числе англичанин Бреннан — выпускник Оксфордского университета. Около 1898 года Коростовец поступил в главную гимназию в Киеве. В 1906 году он переехал в Санкт-Петербург, где окончил гимназию и начал высшее образование в университете. В 1908 году он перешёл в Санкт-Петербургский политехнический институт, где окончил образование.
С 1912 по 1917 год Коростовец служил в российском Министерстве иностранных дел, в том числе как частный секретарь трёх министров иностранных дел. В ноябре 1917 года в условиях анархии, которая распространялась в результате большевистской революции, вернулся на Украину, где организовывал оборону фамильных имений. В 1919 году выехал с женой в Варшаву, где работал зарубежным корреспондентом нескольких изданий, в том числе американского журнала «New York World».
В 1923 (или 1925) году Коростовец переехал в Берлин, где был активным членом гетманского движения Павла Скоропадского, с которым раньше познакомился в Санкт-Петербурге. Был членом правления Украинского союза земледельцев-государственников и в 1926 году сыграл важную роль в создании по инициативе Скоропадского Украинского научного института в Берлине. Находясь в Германии, продолжал журналистскую работу, а также написал несколько книг на немецком языке.
В 1920-х годах он несколько раз посетил Соединённое Королевство, вероятно, по поручению Скоропадского. С 1928 по 1932 год писал на темы, связанные с Украиной, в журнал «Whitehall Gazette», владельцем которого был Артур Монди Грегори. Около 1930 года он переселился в Лондон как уполномоченный представитель Скоропадского с целью установления связей и получения средств для гетманского движения. Коростовец стал членом Совета Англо-Украинского комитета, который основал в 1931 году Грегори, а в 1932—1934 годах писал в журнал «Investigator». 
В разное время до Второй мировой войны читал лекции в таких учреждениях, как Колледж Бонара Лоу в Ашриджи и Королевский институт международных дел — «Chatham House». Во время войны от имени командования британских военно-морских сил читал лекции на тему СССР членам британских вооружённых сил в Соединённом Королевстве и в других странах.
После войны Коростовец сотрудничал с Центральным украинским бюро помощи и с Союзом украинцев в Великобритании (СУБ) в сфере оказания помощи послевоенным украинским иммигрантам в Соединённое Королевство. Был членом Совета СУБ (1948—1952), Президиума Совета СУБ (1949—1952) и экзекутивы Комиссии помощи Украинской Студенчеству в Великобритании (1948—1952). В 1950—1951 годы прочитал серию лекций в Канаде и США по приглашению Канадского института международных дел.
Его жена — Александра Константиновна Случевская (1890—1977), художник-иконописец, реставратор, дочь поэта К.К.Случевского, которая приходилась Владимиру Константиновичу дальней родственницей.  Детей в браке не было.

## Публикации
- «The Re-birth of Poland» (Лондон, 1928)
- «Graf Witte, der Steuermann in der Not» (Берлин, 1929)
- «Quo Vadis Polonia» (Париж, 1929)
- «Seed and Harvest» (Лондон, 1931)
- «Europe in the Melting Pot» (Лондон, 1938).